# Florian Knöchl

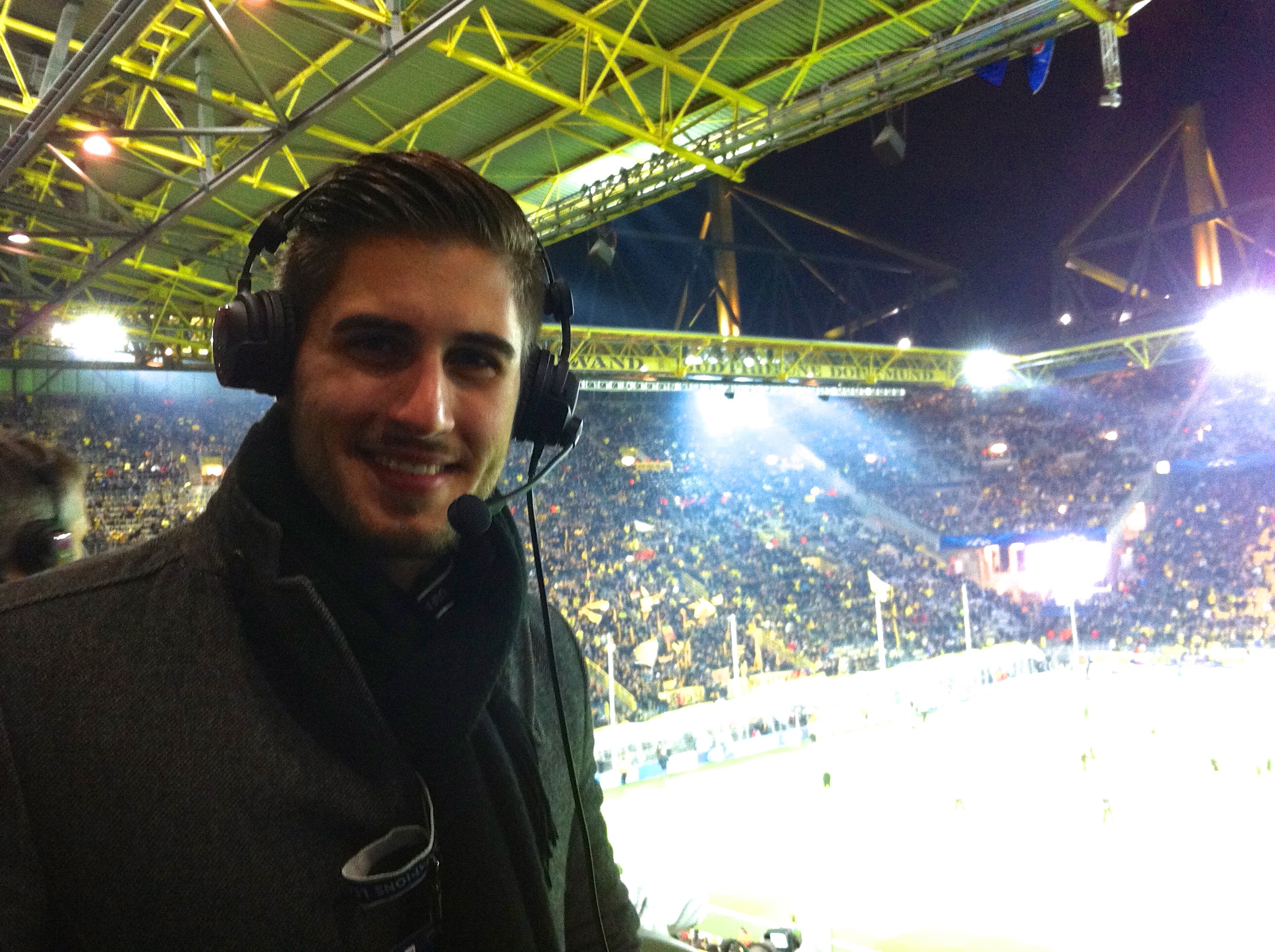
Florian Knöchl 2013, Dortmund Signal Iduna Park

Florian Knöchl (* 16. April 1987 in Wien) ist ein österreichischer Fußballkommentator und Fernsehmoderator beim österreichischen Privatsender Puls 4.

## Leben
Florian Knöchl wuchs in Niederösterreich im Raum Mödling auf. Nach seiner Schulzeit, die er 2006 mit der Matura abschloss, absolvierte er seinen Zivildienst. Danach studierte er Publizistik- und Kommunikationswissenschaften an der Universität Wien und absolvierte mehrere Praktika, u. a. beim ORF.
Derzeit wohnt und arbeitet Knöchl in Wien.

## Journalistische Tätigkeit
2010 kommentierte er für Audio2 im Auftrag des ORF Spiele der Fußballweltmeisterschaft in Südafrika für den Zweikanalton (Audiodeskription für Blinde und Sehbehinderte).
In den folgenden Jahren kommentierte Knöchl Sportevents wie die Vierschanzentournee, Skirennen,  Länderspiele der österreichischen Fußballnationalmannschaft und Spiele der österreichischen Fußballbundesliga für Audio2 im ORF.
Zudem ist er auch für die österreichische Fußballbundesliga tätig und kommentiert regelmäßig live aus den österreichischen Stadien.
Im August 2012 wechselte Knöchl zu PULS 4 und war als Kommentator der Highlightsendung der UEFA Champions League zu hören.
Seit Jänner 2013 ist er fester Bestandteil der PULS 4 Sportredaktion und ist als Kommentator, Beitragsgestalter und Redakteur tätig.
Seit 2016 ist Knöchl zusätzlich als Livekommentator der UEFA Europa League auf Puls 4 zu hören.
Von Oktober bis Dezember 2017 moderierte Knöchl zusammen mit Mario Hochgerner und Dori Bauer die erste Staffel von Ninja Warrior Austria, die auf Puls 4 ausgestrahlt wurde.
Seit September 2018 ist Knöchl neben Phillip Hajszan auch als Hauptmoderator der UEFA Europa League Sendungen auf PULS 4 zu sehen.